# Sarakhsi
Ne pas confondre avec l'élève d'al-Kindi : Al-Sarakhsi.
Chams al-A'immah Muhammad ibn Ahmad ibn Abi Sahl Abou Bakr al-Sarakhsi (en persan : شمس الائمه محمد بن احمد بن ابي سهل ابو بكر السرخسی), né en 1009 à Serakhs sur le territoire des Ghaznévides et mort en 1090 ou en 1096 à Uzgen sur le territoire des Qarakhanides, est un juriste (faqîh) et principologiste (usuli) de l'école de jurisprudence (madhhab) hanafite, ayant vécu et travaillé en Transoxiane.
Il étudie la jurisprudence islamique (fiqh) et ses fondements (usul al-Fiqh) auprès d'Abd al-Aziz al-Halawani (ar) et d'As-Soghdi et les enseigne à Abou Bakr Muhammad bin Ibrahim al-Houssaïri, à Abou Amr Othman ibn Ali ibn Muhammad ibn Ali al-Bikendi et à Abou Hafs Omar ibn Habib. 
Sarakhsi écrit de nombreux livres sur la jurisprudence islamique (fiqh). Son plus important, Kitāb al-Mabsūṭ, est un commentaire du traité concis (moukhtassar) d'al-Marwazi (le cadi hanafite de Merv, mort en 945) sur les textes de Mouhammad Al-Shaybânî, réparti en une trentaine de volumes. Ses autres travaux importants, Uṣūl al-Fiqh et Charh al-Siyar al-Kabir sont plus courts.
Sarakhsi est parfois surnommé le « Hugo Grotius des musulmans » ou « Chams al-A'immah » (« le soleil des imams »). Il demeure une personnalité admirée pour sa mémoire phénoménale, comme en témoigne sa capacité à citer avec précision des passages de certains classiques en prison. Il est connu pour être un ardent défenseur de la doctrine de l'istiḥsān, qu'il décrit comme l'abandon du raisonnement systématique fondé sur les Écritures en faveur d'un raisonnement s'appuyant sur les besoins effectifs et momentanés de la population.
Son influence au sein de l'école hanafite est telle qu'un adage veut qu'« en cas de doute, suivez Sarakhsi ». Al-Kasani (en) et Borhan al-Din al-Marghinani (en) dans leurs ouvrages phares, Bada'i' al-Sana'i' (en) et Al-Hidayah (en), développèrent considérablement les débats et les réflexions juridiques exposés dans les livres de Sarakhsi. Ibn Kemal (en), le Seyhülislam de l'Empire ottoman de 1526 à 1534, et Abd al-Hayy al-Lucknowi (en) considèrent Sarakhsi comme un mujtahid.  

## Emprisonnement
En 1073 ou 1074, il est jeté en prison pour avoir critiqué le khagan et remis en question la validité de son mariage avec une esclave du palais dont l' iddah (en) n'était pas terminée. C'est en prison qu'il écrit al-Kitāb al-Mabsūṭ et Charh al-Siyar al-Kabir. 

## Libération et mort
À sa libération, il se rend en Margiane en juin 1087 et termine sa rédaction du commentaire (charh) d'al-Siyar al-Kabir en août 1087. Il décède quelques années plus tard. 
De nos jours, sa tombe est encore visible dans la ville d'Uzgen au Kirghizistan.

## Sources et références
1. ↑  Hussian Kassim, Sarakhsi, 1939
2. ↑  Ibn Qutlubugha, Taj al-Tarajim, 1962